# Beckmann Otto & Co.

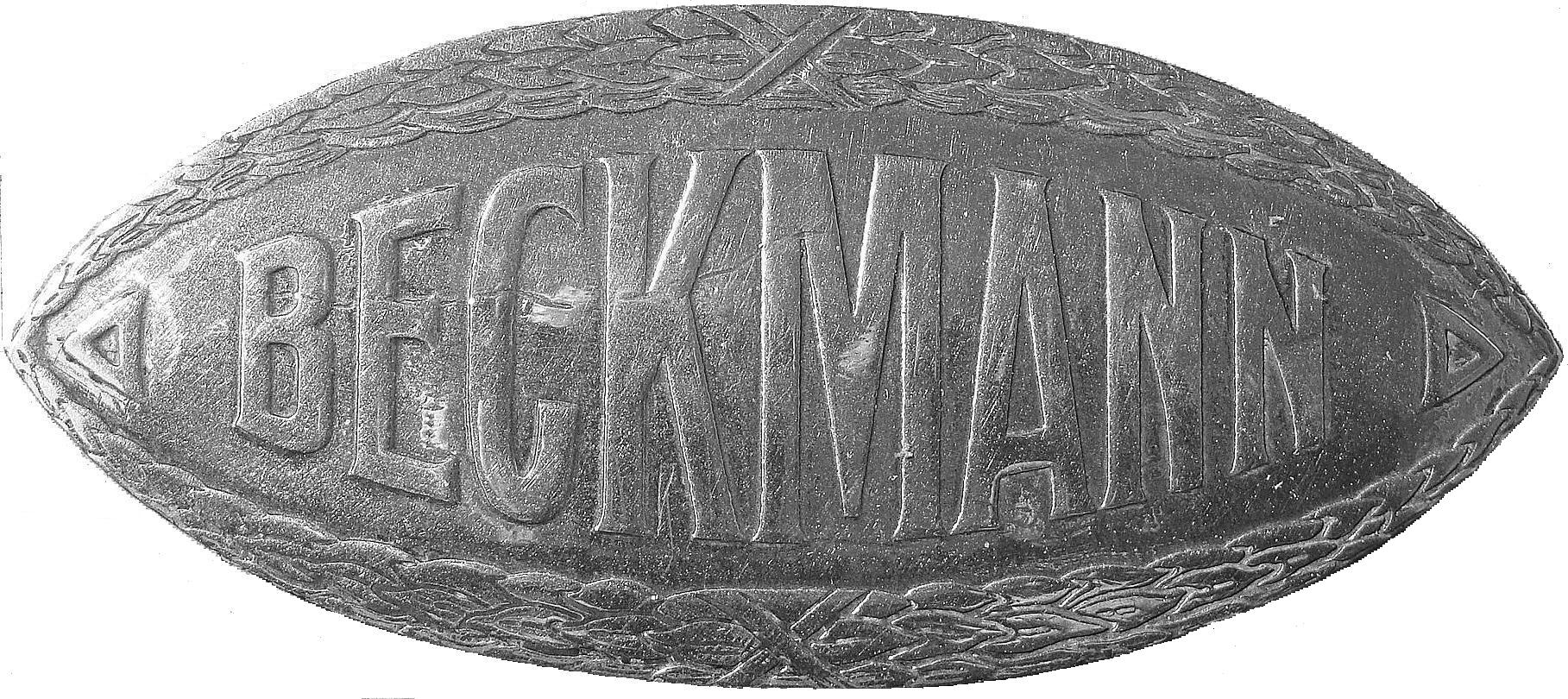
Logo przedsiębiorstwa

Beckmann Otto & Co. – przedsiębiorstwo motoryzacyjne działające we Wrocławiu w latach 1882–1931.
Przedsiębiorstwo Beckmann Otto & Co. powstało w 1882 r. przy ul. Kościuszki 58/65 (potem Kościuszki 124) i zajmowało się produkcją urządzeń gazowych i wodociągowych, a od 1887 r. rowerów. W 1901 r. firma zaczęła montaż samochodów osobowych własnego projektu, a od 1905 r. skupiła się wyłącznie na tej ostatniej branży. W 1928 r. zakład został sprzedany koncernowi Opel, który w miejscu dotychczasowego zakładu produkcyjnego zorganizował warsztaty naprawcze. Sama firma funkcjonowała do 1931 r., zajmując się naprawą samochodów na posesji przy ul. Pułaskiego 21 i sprzedażą aut przy pl. Grunwaldzkim 30-32. 